# ت ع م-09:30

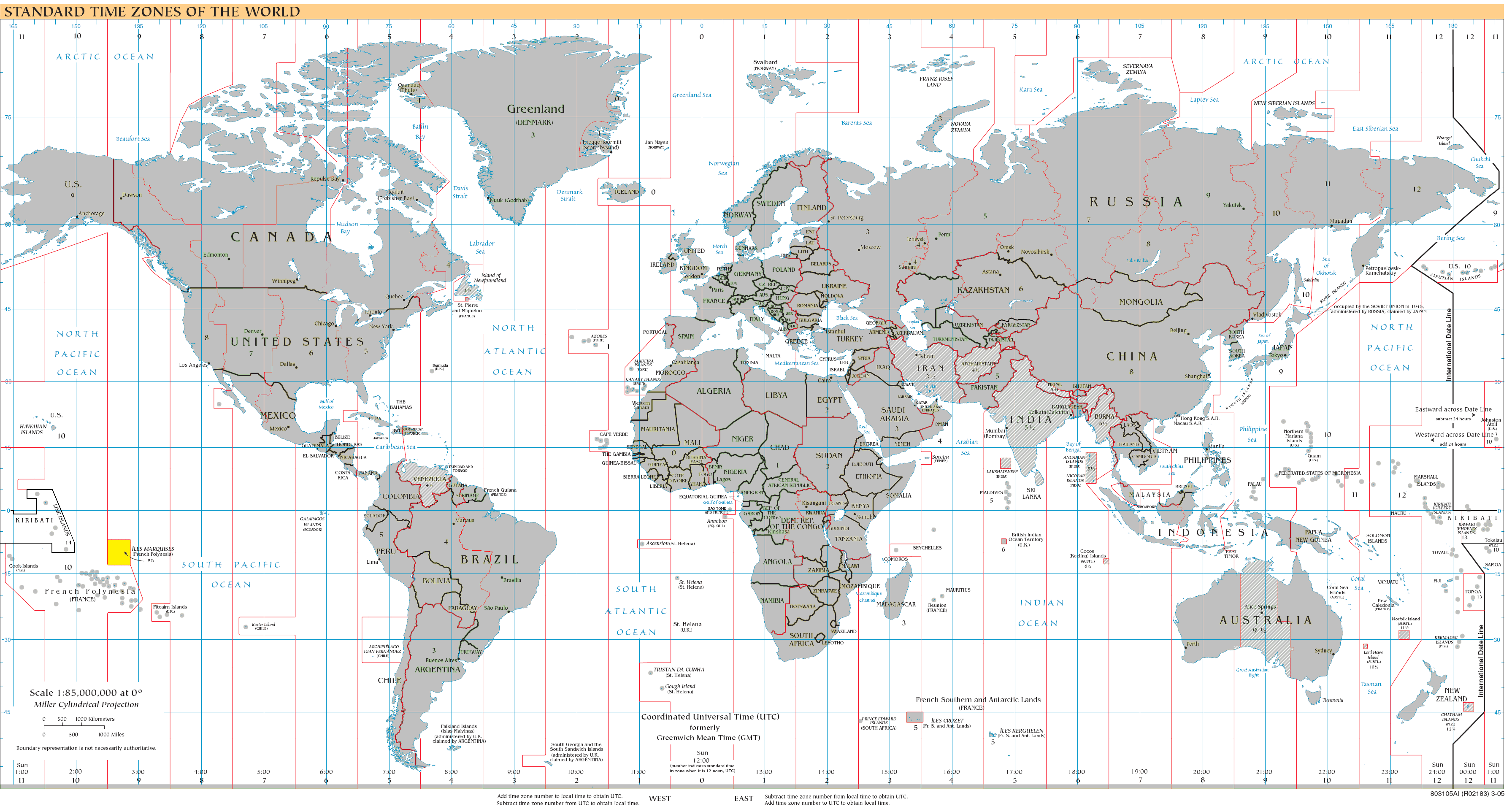
UTC−09:30:الأزرق (ديسمبر)، البرتقال (يونيو)، الأصفر (على مدار السنة)، الضوء الأزرق - المناطق البحرية

التوقيت العالمي المنسق −09:30 أو ت ع م−09:30 {بالإنجليزية:UTC−09:30} هو مقابلة الوقت المحلي للتوقيت العالمي المنسق −09:30، يتم استخدام هذا التوقيت في بولينزيا الفرنسية.